# Таллес Коста
Таллес Маседо Толедо Коста (порт. Talles Macedo Toledo Costa; 2 серпня 2002, Сан-Паулу) — бразильський футболіст, півзахисник клубу «Полісся».

## Клубна кар'єра
Талес — уродженець міста Сан-Паулу, міста на південному сході Бразилії, столиці однойменного штату. У 11 років потрапив до академії місцевого клубу з однойменною назвою. Вперше залучався до основної команди у 2019 році, проте на полі не з'являвся. У сезоні 2021 став регулярно з'являтися на полі. Дебютував за «Сан-Паулу» 15 квітня 2021 року в поєдинку Ліги Пауліста проти «Гуарані», вийшовши на поле у стартовому складі та провівши весь матч. У сезоні 2021 року провів чотири зустрічі та разом із командою став переможцем турніру.
13 травня 2021 року Талес Коста дебютував у Кубку Лібертадорес, вийшовши у стартовому складі в поєдинку проти уругвайської команди «Рентістас». 20 червня 2021 року Талес Коста дебютував у Серії А в поєдинку проти «Сантоса», вийшовши на поле на заміну на 81-й хвилині замість Еміліано Рігоні.

## Виступи за збірні
Виступав за збірну Бразилії серед юнаків віком до 17 років. Учасник чемпіонату світу 2019 року серед юнацьких команд. На турнірі провів 3 зустрічі, дві на груповому етапі та у чвертьфіналі проти однолітків з Італії, де з'явився на полі у стартовому складі. Разом із командою став переможцем турніру.

## Титули і досягнення

### Командні
«Сан-Паулу»
- Чемпіон штату Сан-Паулу : 2021
- Володар Кубка Бразилії : 2023

Збірна Бразилії
- Чемпіон юнацького чемпіонату світу : 2019